# قصة غرام (فلم)
قصة غرام هو فيلم رومانسي درامي مصري تم إنتاجه عام 1945، تأليف وإخراج كمال سليم و بطولة أميرة أمير، إبراهيم حمودة، زكي رستم.

## قصة الفيلم
أقام عصمت باشا (زكي إبراهيم) حفل طهور دعا له أطفال الأصدقاء والمعارف ليتم طهور الجميع، وحضر جلال الصغير (أنطوان الصغير) ابن صديقه اللواء بهاء الدين باشا فهمي الذي يحارب في السودان، ولكن شاءت الأقدار أن يموت في معارك السودان ويخبره أغا الصغير جلال (بشارة واكيم) بذلك، فيقرر عصمت باشا وزوجته نور هانم (فيكتوريا حبيقة) الإبقاء على جلال ليتربى مع أبناءهم أمير وهدى (سلوى الصغيرة). وفي عام 1889 تفشى وباء الكوليرا، فمات امير ونور هانم وأشرف عصمت باشا على الموت فأرسل في طلب ابن عمه شاهين (زكي رستم) وأوصاه على ابنته هدى وابن صديقه جلال. لكن شاهين وشقيقته عفت (زينات صدقي) لم يعملا بالوصية وعاملا الطفلين أسوأ معاملة، واضطرا للإبقاء على الأغا رجب والداده أمينة (ثريا فخري) لأن الباشا كتب لهما معاشا بالوصية. كبر جلال (إبراهيم حمودة) وكبرت هدى (أميرة أمير) وتحابا. وزادت معاناة الشابين من شاهين وذراعه اليمين أبو ريا (رياض القصبجي) حيث كان يعمل جلال في الزريبة وتعمل هدى في أعمال المنزل، لذلك قررا الهرب ومعهم الأغا رجب أفندي، ولكن الغفراء أطلقوا عليهم النيران حسب أوامر شاهين فأصيب جلال في كتفه، وهربت هدى إلى عزبة راشد بيه (محمود المليجي) جار شاهين، ووصلها خبرا بموت جلال. جاء شاهين لإخذها، ولكنها رفضت وتولى راشد حمايتها عندما علم أنها الوريثة الوحيدة لعصمت باشا، وعرض عليها الزواج ووافقت. لكن جلال تم علاجه وشفى، وبحث عن هدى وعلم أنها تزوجت من راشد، فسافر بعيدا يبحث عن عمل هو ورجب أفندي، حتى وجدوه في دائرة درية هانم (زوزو حمدي الحكيم) وأمسك لها حسابات الدائرة واكتشف تلاعب كبير بها، وأخبرها به وحفظ لها أموالها وأعجبت به وعرضت عليه الزواج بعد ان دعت أخاها لحضور الزواج، واكتشف جلال ان شقيق درية هو راشد زوج هدى، والتي اكتشفت ان جلال على قيد الحياة. حاول راشد بشتى الطرق ان يحصل على توكيل من هدى لإسترداد أملاكها من شاهين وإدارتها، ولكنها رفضت، وجاء شاهين وحاول اقتسام الغنيمة مع راشد، ولكن هدى حررت توكيلا لجلال لثقتها فيه، واسقط في يد الاثنين راشد وشاهين وقررا الاتحاد والتخلص من جلال بقتله. ثارت درية هانم على زوجها جلال بعد أن علمت العلاقة السابقة بينه وبين هدى وطلبت منه تمزيق التوكيل ولكنه رفض ان يتخلى عن هدى، فتم بينهما الانفصال. دبر راشد وشاهين كمينا لجلال، بأن ارسلوا إليه خطابا على انه من هدى تطلب مقابلته في العاشرة مساءاًً بحديقة منزلها، وانتظراه، ولكن بعض الظروف اخرته في الطريق فتحرك راشد لإستطلاع الامر في الظلام، فظنه شاهين انه جلال فأطلق عليه النار فأصابه، وظن راشد ان مطلق النار هو جلال فرد عليه بإطلاق النار وأصاب شاهين ومات الاثنان وانتهى الشر وعاد الحبيبان جلال وهدى.

## فريق العمل
تأليف وإخراج: كمال سليم
إنتاج: شركة الأفلام المصرية
بطولة:
- أميرة أمير
- إبراهيم حمودة
- زكي رستم
- بشارة واكيم
- محمود المليجي
- ثريا فخري
- زينات صدقي
- فيكتوريا حبيقة
- زكي إبراهيم
- رياض القصبجي
- صالحة قاصين
- زوزو حمدي الحكيم
- محمد شوقي
- عبد الغني النجدي

## روابط خارجية
- مقالات تستعمل روابط فنية بلا صلة مع ويكي بيانات